# Osinachi Ohale
Osinachi Marvis Ohale (21 dicembre 1991) è una calciatrice nigeriana, difensore del Pachuca e della nazionale nigeriana.

## Carriera

### Club
Ha giocato per lo Houston Dash, nella National Women's Soccer League.
Nel 2017 giunge in Europa sottoscrivendo un accordo con il Vittsjö GIK per giocare in Damallsvenskan, primo livello del campionato svedese femminile di calcio, per la stagione entrante. Condivide con le compagne il percorso che vede la squadra raggiungere il decimo posto in campionato e l'ultimo che le consente la salvezza.
Ancora in forza al Vittsjö nella stagione seguente, durante il calciomercato estivo si trasferisce al Växjö DFF neopromosso in Damallsvenskan.

### Nazionale
Ohale ha giocato per la propria nazionale in diverse edizioni del Campionato mondiale femminile di calcio, nello specifico nelle edizioni 2011 e 2015. In entrambe le edizioni però la sua squadra viene eliminata nella fase a gironi.
Ohale ha partecipato alla sua prima Coppa delle Nazioni Africane femminile nell'edizione 2010 in cui vince il titolo grazie alla vittoria in finale per 4-2 contro la Nazionale di calcio femminile della Guinea Equatoriale. Si riaggiudica il titolo nell'edizione 2014 grazie alla vittoria in finale contro il Camerun per 2 a 0.

## Palmarès

### Nazionale
- Campionato africano femminile di calcio: 3

2010, 2014, 2018